# 赣榆北站
赣榆北站，位于中华人民共和国江苏省连云港市赣榆区石桥镇，是青盐铁路上的一个货运站。本站是青连铁路和连盐铁路的交汇点，同时也是中国铁路上海局集团和济南局集团全线的分界点。

## 外部連結
- 中国铁路客户服务中心（页面存档备份，存于）